# 紀元前496年
紀元前496年（きげんぜん496ねん）は、ローマ暦の年である。
当時は、「アルブスとトリコストゥスが共和政ローマ執政官に就任した年」として知られていた（もしくは、それほど使われてはいないが、ローマ建国紀元258年）。紀年法として西暦（キリスト紀元）がヨーロッパで広く普及した中世時代初期以降、この年は紀元前496年と表記されるのが一般的となった。

## 他の紀年法
- 干支 : 乙巳
- 日本
  - 皇紀165年
  - 懿徳天皇15年
- 中国
  - 周 - 敬王24年
  - 魯 - 定公14年
  - 斉 - 景公52年
  - 晋 - 定公16年
  - 秦 - 恵公5年
  - 楚 - 昭王20年
  - 宋 - 景公21年
  - 衛 - 霊公39年
  - 陳 - 湣公6年
  - 蔡 - 昭侯23年
  - 曹 - 伯陽6年
  - 鄭 - 声公5年
  - 燕 - 簡公9年
  - 呉 - 闔閭19年
- 朝鮮
  - 檀紀1838年
- ベトナム :
- 仏滅紀元 : 49年
- ユダヤ暦 : 3265年 - 3266年

## できごと

### ギリシア
- 紀元前6世紀の僭主ペイシストラトスの親戚でカルモスの息子ヒッパルコスは、アテネのアルコンの選挙に勝利し、ペルシアへの抵抗は無意味だと主張した。

### 共和政ローマ
- 紀元前508年に追放された王政ローマ最後の王タルクィニウス・スペルブスは、レギッルス湖畔の戦いで新しい共和政ローマの軍に敗れた。この戦いの結果は、ラテン世界に対するローマの優位性を確立した。
- カルタゴとローマは条約を結び、ローマの船はカルタゴの西部と貿易を行わず、カルタゴはラテンの政治を邪魔しないことが合意された。

### 中国
- 晋軍が范氏と中行氏の拠る朝歌を包囲した。
- 衛の公叔戌が魯に亡命し、趙陽が宋に亡命した。
- 楚の公子結と陳の公孫佗人が軍を率いて頓を滅ぼした。
- 越が呉軍を欈李で破り、呉王闔閭は戦傷を受けて死去した。
- 斉と魯と衛が牽で会盟した。
- 斉と宋が洮で会盟した。
- 晋軍が范氏と中行氏の軍を潞で破り、籍秦と高彊を捕らえた。また晋軍は鄭軍と范氏の軍を百泉で破った。

## 誕生
- ソポクレス - アテネの劇作家、政治家（紀元前406年没）

## 死去
- 孫武 - 斉の軍事思想家で孫子の著者（紀元前544年生）
- 闔閭 - 呉の王